# Українсько-ватиканські відносини
Українсько-ватиканські відносини — сукупність міжнародних двосторонніх відносин між Україною та Св.Престолом і Містом-Державою Ватиканом, а також співпраці обох країн у міжнародних організаціях. Відносини з Ватиканом для України дуже важливі, оскільки Католицизм - друга християнська конфесія України.

## Відносини

### У 1919—1921

Граф Михайло Тишкевич — перший дипломатичний представник України при Святому Престолі

Дипломатичні відносиними між Святим Престолом та Українською Народною Республікою були встановлені у 1919 році — у 1919 році при Святому Престолі відкрилась надзвичайна дипломатична місія УНР, а у 1920 році Папою Римським в Україну був призначений Апостольський візитатор. Незважаючи на це офіційного визнання з подальшим встановленням дмпломатичних відносин на рівні послів не відбулося так як Святий Престол очікував визнання УНР однією з «перших держав». Водночас Святий Престол офіційно підтимував право України на самовизначення та надавав підтримку УНР на Паризькій мирній конференції. Крім того, Папа Бенедикт XV передав 100 000 лір у фонд допомоги населенню України, а Конгрегація Східних Церков — 50 000 лір для греко-католицьких священиків Галичини. Офіційні дипломатичні контакти були припинені у 1921 році: 1 листопада 1921 року від виконання дипломатичних обов'язків був звільнений отець Бонн, а у грудні — відкликаний Апостольський візитатор отець Дженоккі.
Голови надзвичайної дипломатичної місії УНР при Святому Престолі:
- граф Михайло Тишкевич. Призначений 15 лютого 1919 року. Вірчі грамоти були вручені Папі Римському Бенедикту XV 25 травня 1919 року[2];
- отець Франц Ксаверій Бонн. Призначений у серпні 1919 року[1][2].

Апостольські візитатори в Україні:
- отець Джованні Дженоккі. Призначений 13 лютого 1920 року[1][2].

Офіційні ноти:
- З боку УНР:
  - Офіційний протест проти інтернування греко-католицького духовенства на Галичині від 29 травня 1919 року [2];
  - Меморіал-протест проти антиукраїнської пропаганди польського духовенства від 3 червня 1919 року[2];
  - Офіційний протест проти жорстокості польської військової влади щодо «українського кліру та русинської Церкви» від 11 червня 1919 року[2];
  - Офіційний протест проти дій армії генерала Галлера на Галичині і безправних арештів греко-католицьких священиків від 18 липня 1919 року[2];
  - Меморандум про заснування теологічного факультету та католицьких шкіл в Україні від 18 липня 1919 року[2];
  - Меморандум про «українську справу і польські переслідування українців-католиків» від 20 березня 1920 року[2].
- З боку Святого Престолу:
  - Лист державного секретаря Святого Престолу П'єтро Гаспаррі до голови Директорії УНР Симона Петлюри про отримання вірчих грамот від 16 червня 1919 року[2].

### Карпатська Україна (1938-1939)
Уряд Карпатської України звернувся до Святого Пристолу задля сприяння визнанню незалежності Карпатської України.
- Святий Престол призначив Крижівського єпископа (Югославія) Діонісія Няраді Апостольським візитатором Карпатської України.  З 15 листопада 1938 р. по 24 березня 1939 р. єпископ Діонісій Няраді був апостольським візитатором з правами адміністратора Карпатської України. З 29 листопада 1938 року він перебував у м.Хуст. Тут він тісно співпрацював з о.Августином Волошином.
- 23-го березня 1939 року, після окупації Угорщиною Карпатської України та арешту угорською владою Апостольського візитатора Карпатської України єпископа Діонісія Няраді Святий Престол подав протест проти обмеження свободи церковного достойника.

### Сучасні
Дипломатичні відносини між Україною і Св. Престолом встановлено 8 лютого 1992 р. Перший Апостольський нунцій в Україні архієпископ Антоніо Франко вручив вірчі грамоти 19 серпня 1992 р.  З 2000 р. у Римі діє Посольство України у Ватикані. Міждержавні відносини між Україною і Св. Престолом було започатковано візитом до Ватикану у квітні 1993 р. міністра закордонних справ України А.М.Зленка, в рамках якого відбулася його зустріч з Папою Римським Іваном Павлом ІІ. Перший офіційний візит до Ватикану Президента України Л.Д.Кучми та його аудієнція у Папи Римського Івана Павла ІІ пройшли на початку травня 1995 р. 
Найважливішою подією двосторонніх відносин став перший в історії державний візит Папи Римського до України 23—27 червня 2001 р. (проте, слід зазначити, що йому передували візити римських понтифіків до окремих теренів, які сьогодні входять до складу України). В ході візиту Папа Іван Павло ІІ відвідав Київ та Львів, провів зустрічі з керівництвом держави й відслужив літургії для мільйонів віруючих.